# University of Birmingham

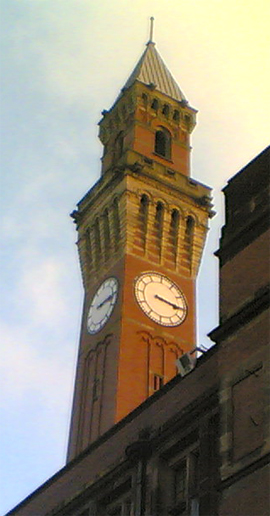
Der Chamberlain Clock Tower, ein Wahrzeichen der Universität Birmingham

Die Universität Birmingham (englisch: University of Birmingham) wurde am 24. März 1900 durch Königin Victoria gegründet. Sie war zum Stand 2021/2022 mit 37.990 Studierenden die größte Universität in der englischen Millionenstadt Birmingham, eine der größten in den West Midlands und gemessen an der Zahl der Studierenden die neuntgrößte im Vereinigten Königreich.
Die Universität ist Mitglied der Russell-Gruppe britischer Forschungsuniversitäten und seit 1997 Gründungsmitglied des weltweiten Hochschulnetzwerkes Universitas 21.
Außerdem betreibt die Universität eine Kooperation mit der Goethe-Universität Frankfurt am Main. Beide Städte sind durch eine langjährige Partnerschaft verbunden.

## Geschichte
Das am 23. Februar 1875 durch den Birminghamer Industriellen Josiah Mason gegründete Mason Science College markierte den Beginn höherer Bildung und Lehre in Birmingham und sollte 25 Jahre später Teil der neuzugründenden Universität Birmingham werden. Eigentlich bedeutsam für deren Schaffung wurde jedoch erst der leidenschaftliche Einsatz von Joseph Chamberlain für eine aus damaliger Sicht – und im Vergleich zu traditionellen englischen Universitäten – bildungspolitisch fortschrittlichere und liberalere Einrichtung. Auf diesen Gründergeist beruft sich die Universität  noch heute.

## Einrichtungen

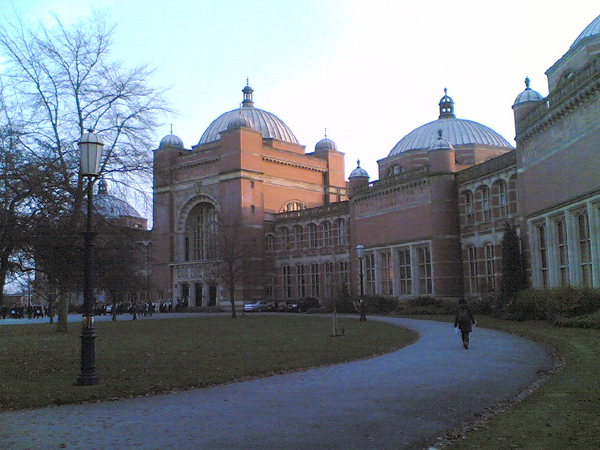
Das nach seinem Architekten benannte Aston Webb Gebäude im Chancellor's Court

- Edgbaston Campus: Der Hauptcampus im Birminghamer Stadtteil Edgbaston mit dem nach Joseph Chamberlain benannten Glockenturm und der Universitätsaula (englisch: Great Hall) des Architekten Aston Webb.
- Selly Oak Campus: Ein erst 1999 der Universität angeschlossener Campus südlich des Hauptcampus mit theologischen und sozialwissenschaftlichen Lehreinrichtungen.
- der Sculpture Trail
- der Botanische Garten Winterbourne sowie
- andere Institute wie das Barber Institute, das Shakespeare Institute und das Ironbridge Institute
- das New Cross Hospital in Wolverhampton, ein großes Lehrkrankenhaus der Universität
- die Cadbury Research Library – Aufbewahrungsort umfangreicher Spezialsammlungen seltener Bücher, Manuskripte, Archive, Fotografien und zugehöriger Artefakte der Universität Birmingham[6]

## Zahlen zu den Studierenden und den Mitarbeitern
Von den 37.750 Studenten des Studienjahrens 2020/2021 waren 21.860 weiblich (57,9 %) und 15.865 männlich (42,0 %). 26.990 Studierende kamen aus England, 140 aus Schottland, 930 aus Wales, 90 aus Nordirland, 1.445 aus der EU und 8.085 aus dem Nicht-EU-Ausland. 24.525 der Studierenden (65,0 %) strebten ihren ersten Studienabschluss an, sie waren also undergraduates. 13.225 (35,0 %) arbeiteten auf einen weiteren Abschluss hin, sie waren postgraduates. Davon waren 3.095 in der Forschung tätig. Damit lag die University of Birmingham in Bezug auf die Zahl der Studierenden in der Forschung auf Platz sieben in Großbritannien.
| Studienjahr | weibliche Studenten | männliche Studenten | Studenten insgesamt | wissen. Mitarbeiter |
| ----------- | ------------------- | ------------------- | ------------------- | ------------------- |
| 2014/2015   | 18.840              | 15.315              | 34.160              | 3.510               |
| 2015/2016   | 18.900              | 14.930              | 33.830              | 3.635               |
| 2016/2017   | 19.675              | 15.155              | 34.835              | 3.625               |
| 2017/2018   | 19.930              | 14.985              | 34.915              | 3.880               |
| 2018/2019   | 20.435              | 15.005              | 35.445              | 4.020               |
| 2019/2020   | 20.635              | 15.100              | 35.760              | 4.145               |
| 2020/2021   | 21.860              | 15.865              | 37.752              | 3.880               |
| 2021/2022   | 21.785              | 16.165              | 37.990              | 4.100               |

## Bekannte Absolventen und Dozenten
- Walter Allen (1911–1995), britischer Autor und Kritiker
- Kenneth Anthony (* 1951), ehem. Premierminister von St. Lucia
- Francis William Aston (1877–1945), englischer Chemiker und Physiker, Nobelpreis für Chemie (1922)
- Abdoulaye Bathily (* 1947), senegalesischer Politiker und Diplomat
- Sister Bliss (* 1970), britische Musikerin
- W. E. Burcham (1913–2008)[9], britischer Kernphysiker, Professor für Physik
- Leone Burton (1936–2007), britische Mathematikerin und Hochschullehrerin
- Nora Calderwood (1896–1985), schottische Mathematikerin und Hochschullehrerin
- Madeleine Carroll (1906–1987), britische Schauspielerin
- James Clavell (1924–1994), britisch-amerikanischer Schriftsteller
- Tim Curry (* 1946), britischer Schauspieler
- Richard Dalitz (1925–2006), australischer Physiker
- Spencer Davis (1939–2020), britischer Rockmusiker
- Tamsin Greig (* 1967), britische Schauspielerin
- Stuart Hall (1932–2014), britischer Soziologe
- Philip Kerr (1956–2018), erhielt Prix du Roman d’Aventures und Prix Mystère de la critique (Schriftsteller)
- Simon Le Bon (* 1958), britischer Sänger
- Richard Neville Lester (1937–2006), britischer Botaniker
- Rozena Maart (* 1962), südafrikanische Dozentin für Englische Literatur, Philosophie und Psychoanalyse sowie feministische Schriftstellerin
- P. B. Moon (1907–1994), britischer Kernphysiker, Professor für Physik
- David Marsh (* 1952), Bankmanager, Honorarprofessor
- Desmond Morris (* 1928), Zoologe und Verhaltensforscher
- Paul Nurse (* 1949), britischer Biochemiker, Nobelpreis für Medizin (2001)
- M. L. E. Sir Mark Oliphant (1901–2000), australischer Physiker, Professor für Physik
- Erik Oña (1961–2019), argentinischer Komponist und Dirigent
- Arthur Peacocke (1924–2006), englischer Biochemiker und Theologe
- Rudolf E. Peierls (1907–1995), deutsch-britischer theoretischer Physiker, Professor für Physik
- John Henry Poynting (1852–1914), englischer Physiker
- Jim Ratcliffe (* 1952), britischer Industrieller
- Sana Salous (* 1955), palästinensische Ingenieurin
- Fraser Stoddart (1942–2024), britischer Chemiker
- John Robert Vane (1927–2004), britischer Biochemiker, Nobelpreis für Medizin (1982)
- Rodolfo Neri Vela (* 1952), mexikanischer Raumfahrer
- W. F. Vinen (1930–2022), britischer Physiker, Professor für Physik
- Maurice Wilkins (1916–2004), neuseeländischer Physiker
- Andy Wilson (* 1958), englischer Theater- und Filmregisseur